# Селекционер
Селекционер (оригинатор) — лицо, которое вывело, выявило и усовершенствовало селекционное достижение (сорт растения, породу животного или штамм микроорганизма).

## В российском законодательстве
Согласно Гражданскому кодексу России: 
«Автором селекционного достижения признается селекционер — гражданин, творческим трудом которого создано, выведено или выявлено селекционное достижение. Лицо, указанное в качестве автора в заявке на выдачу патента на селекционное достижение, считается автором селекционного достижения, если не доказано иное. 
Объектами интеллектуальных прав на селекционные достижения являются сорта растений, зарегистрированные в Государственном реестре охраняемых селекционных достижений, если эти результаты интеллектуальной деятельности отвечают установленным настоящим Кодексом требованиям к таким селекционным достижениям.»

## Селекционное достижение
Термин «селекционное достижение» используется только в России. В Международной Конвенции о защите новых сортов растений, говорится лишь о новых сортах растений (англ. New Varieties of Plants), которые получают правовую охрану в случае соответствия установленным критериям.
Понятие «селекционное достижение» в законодательстве России не раскрывается, невыясненным остаётся вопрос о том, в какой именно момент возникает право авторства на такой объект интеллектуальной собственности, как селекционное достижение, и соответственно право на получение авторского свидетельства.
Международная Конвенция о защите новых сортов растений не оперирует понятием «автор» нового сорта растения и соответственно не предусматривает выдачу авторского свидетельства. В Конвенции говорится лишь о правах селекционеров. Законодательство ряда государств предусматривает необходимость указания имени автора селекционного достижения в выданном на это достижение охранном документе (патенте и др.). Действующие в настоящее время нормы российского права предполагают упоминание имени автора селекционного достижения в патенте, что неизбежно удостоверяет его права как непосредственного создателя данного результата селекционной деятельности.
На международном уровне вопросами предоставления селекционерам растений права интеллектуальной собственности занимается Международный союз по охране новых сортов растений (УПОВ).

## Определение «Селекционер» согласно Акту 1991 года Конвенции УПОВ
«Селекционер» означает:

— лицо, которое вывело или выявило и усовершенствовало сорт,

— лицо, которое является работодателем для вышеуказанного лица, или которое поручило последнему работу, в тех случаях, когда это предусматривается законодательством соответствующей Договаривающейся стороны, или

— правопреемника первого или второго из вышеуказанных лиц, в зависимости от конкретного случая
Селекционерами могут быть как физические, так и юридические лица.
Конвенция УПОВ не делает никаких ограничений в отношении методов или технологий, посредством которых получен новый сорт.
«Открытие» может быть исходным шагом в процессе выведения нового сорта. Термин «открыло и усовершенствовало» означает, что всего лишь открытие или нахождение нового сорта ещё не дает права лицу получить право селекционера. Найденный сорт требуется усовершенствовать.
Если лицо, которое вывело или открыло и усовершенствовало сорт, является работодателем, то оно может получить право селекционера, если это предусмотрено законодательством страны, в которой селекционер проживает.